# Goupillières, Yvelines
Goupillières là một xã của Pháp, nằm ở tỉnh Yvelines trong vùng Île-de-France.
Người dân ở đây trong tiếng Pháp gọi là Goupilliérois.

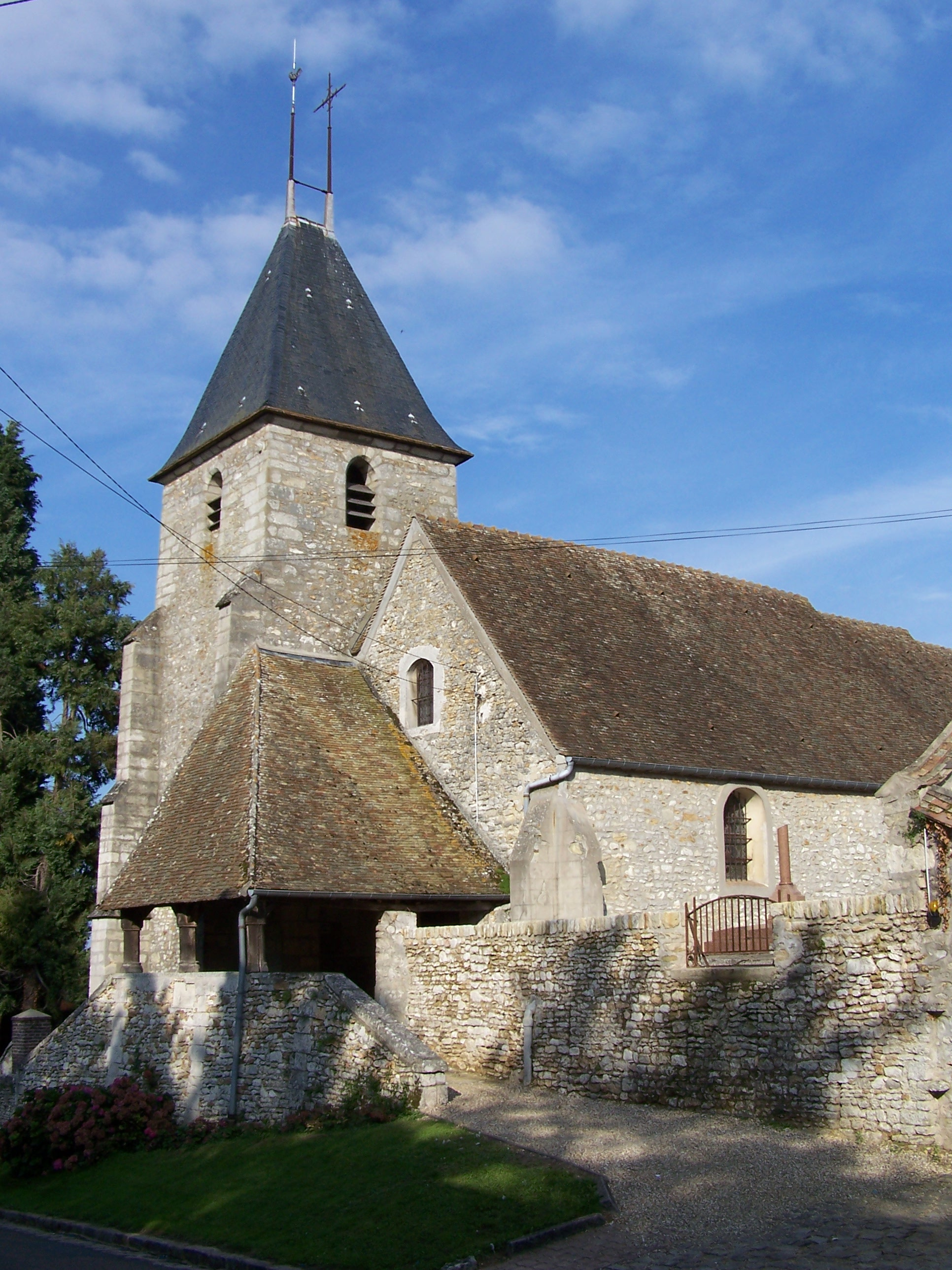
Nhà thờ Saint-Martin

Các xã giáp ranh: Jumeauville về phía bắc, Andelu về phía đông bắc, Thoiry về phía đông, Villiers-le-Mahieu về phía đông nam, Flexanville về phía nam-tây-nam, Saint-Martin-des-Champs về phía tây-tây-nam và Hargeville về phía tây.

## Thông tin nhân khẩu
| 1793 | 1800 | 1806 | 1821 | 1831 | 1836 | 1841 | 1846 | 1851 |
| ---- | ---- | ---- | ---- | ---- | ---- | ---- | ---- | ---- |
| 348  | 358  | 371  | 319  | 367  | 377  | 368  | 372  | 379  |

| 1856 | 1861 | 1866 | 1872 | 1876 | 1881 | 1886 | 1891 | 1896 |
| ---- | ---- | ---- | ---- | ---- | ---- | ---- | ---- | ---- |
| 393  | 378  | 378  | 349  | 357  | 315  | 318  | 302  | 287  |

| 1901 | 1906 | 1911 | 1921 | 1926 | 1931 | 1936 | 1946 | 1954 |
| ---- | ---- | ---- | ---- | ---- | ---- | ---- | ---- | ---- |
| 284  | 277  | 280  | 237  | 252  | 235  | 227  | 183  | 169  |

| 1962                                         | 1968 | 1975 | 1982 | 1990 | 1999 | - | - | - |
| -------------------------------------------- | ---- | ---- | ---- | ---- | ---- | - | - | - |
| 207                                          | 234  | 289  | 282  | 357  | 381  | - | - | - |
| Số liệu kể từ 1962 : dân số không tính trùng |      |      |      |      |      |   |   |   |